# Blonde (Brasserie de Bellevaux)
Blonde is een Belgisch bier.
Het bier wordt gebrouwen in Brasserie de Bellevaux, gelegen in het Luikse dorp Bellevaux, onderdeel van Bellevaux-Ligneuville, een deelgemeente van Malmedy in de Oostkantons.
Blonde is een goudblond bier van hoge gisting met een alcoholpercentage van 7%. Het bier wordt het hele jaar door gebrouwen en is het meest verkochte bier van de brouwerij.